# PASTA-eigenschap
De PASTA-eigenschap is een eigenschap van poissonaankomstprocessen in de wachtrijtheorie, voor het eerst bewezen door R.W. Wolff. PASTA staat voor "Poisson Arrivals See Time Averages". De eigenschap zegt dat klanten die aankomen in een wachtrijsysteem volgens een poissonproces, gemiddeld dezelfde situatie aantreffen als een waarnemer die het systeem van buitenaf aanschouwt op een willekeurig tijdstip. 
Er geldt meer bepaald dat de kansverdeling van het aantal klanten {\displaystyle N_{a}} in een wachtrijsysteem dat wordt waargenomen door een aankomende klant, gelijk is aan de verdeling van {\displaystyle N}, het totaal aantal klanten op een willekeurig tijdstip. De eigenschappen van een systeem op een aankomsttijdstip zijn dus gelijk aan deze op elk ander willekeurig tijdstip.
Een andere formulering stelt, dat de fractie klanten die een systeem in een toestand {\displaystyle A} aantreffen, gelijk is aan de fractie van de tijd dat het systeem zich in deze toestand bevindt.
De eigenschap geldt voor poissonprocessen, maar in het algemeen niet voor andere aankomstprocessen. Beschouw bijvoorbeeld een {\displaystyle \mathrm {D|D|1} }-systeem dat leeg is op tijdstip 0, waar klanten aankomen op de tijdstippen 1, 3, 5, 7 … en met een bedieningstijd gelijk aan 1. Elke aankomende klant treft het systeem in lege toestand aan, hoewel het systeem gemiddeld de helft van de tijd bezet is.